# اسمیتفیلد (نبراسکا)
اسمیتفیلد(به انگلیسی: Smithfield) شهری در ایالت نبراسکا کشور ایالات متحده آمریکا است که جمعیت آن در سرشماری سال ۲۰۱۰ میلادی، ۵۴ نفر بوده‌است.